# ژوو ۷۷۴۴۱
سیارک ۷۷۴۴۱ (به انگلیسی: 77441 Jouve، نامگذاری:2001HU) هفتاد و هفت هزار و چهارصد و چهل و یکمین سیارک کشف شده‌است که در ۱۸ آوریل ۲۰۰۱ کشف شد.